# Cyanella ramosissima
Cyanella ramosissima är en enhjärtbladig växtart som först beskrevs av Adolf Engler och Johann Wilhelm Krause, och fick sitt nu gällande namn av Adolf Engler och Kurt Krause. Cyanella ramosissima ingår i släktet Cyanella och familjen Tecophilaeaceae. Inga underarter finns listade i Catalogue of Life.